# Каталонская Республика (2017)
Каталония (кат. Catalunya; исп. Cataluña; окс. Catalonha), официально — Каталонская Республика (кат. República Catalana, исп. República Catalana, окс. Republica Catalana) — несостоявшееся государство в Юго-Западной Европе, самопровозглашённое 27 октября 2017 года на территории Автономного сообщества Каталония (административно-территориальная единица в составе Королевства Испания) властями Каталонии на основании итогов проведённого ими референдума о независимости. Согласно законодательству Испании итоги референдума и прочие действия, основанные на них, признаны юридически ничтожными. 30 октября парламент Каталонии признал решение испанского правительства о своем роспуске и прекратил работу до проведения досрочных выборов. 31 октября Конституционный суд Испании, сославшись на статью 161.2 испанской конституции, аннулировал декларацию о независимости Каталонии. Глава Каталонской Республики Карлес Пучдемон и некоторые министры правительства непризнанной республики в настоящее время находятся в Бельгии, призывая оттуда население Каталонии к ненасильственному сопротивлению. Также они призывали использовать выборы от 21 декабря для укрепления Каталонской Республики. 25 марта 2018 г. Карлес Пучдемон, вновь объявленный Верховным судом Испании в международный розыск, был задержан и арестован немецкой полицией после пересечения границы с Данией (по пути в Бельгию).
Площадь заявленной территории — 32 108 км².
Столица — Барселона. Государственные языки — каталанский, испанский и окситанский (аранский).

## География

Административно-территориальное деление Каталонии

Каталония находится в северо-восточной части Пиренейского полуострова. На севере граничит с Францией и Андоррой, на западе — с Испанией, с востока и юга омывается Средиземным морем.
Береговая линия составляет около 580 км. Самая высокая точка — пик Эста (3143 м), находящийся в горах Пиренеях в северной части страны.

### Реки
На территории Каталонии протекает множество рек, крупнейшая из них — Эбро, самая полноводная река Испании (910 км). Также в непризнанном государстве протекают такие реки как Сегре (265 км), Флувия (97,2 км), Муга (58 км) и др.

## История

Эстелада — неофициальный флаг каталонских стран; символ борьбы за независимость Каталонии.

Датой образования Каталонии считается 988 год, когда граф Барселоны Боррель II провозгласил независимость своего графства от Франкского государства.
В XII веке, в результате брака дочери и наследницы короля Арагона Петронилы и графа Барселоны Рамона Беренгера IV, Каталония вошла в состав Королевства Арагон. В 1516 году Кастилия и Арагон объединились в Королевство Испания. В начале XVIII века Каталония и Арагон утратили автономию.
В 1873, 1931 и 1934 годах правительство Каталонии предпринимало попытки отделиться от Испании, которые не увенчались успехом. В 1979 году Каталония получила автономный статус.

### Провозглашение независимости
Независимость Каталонии от Испании была провозглашена 27 октября 2017 года. Таким образом вступила в силу декларация о независимости, подписанная 10 октября на основании референдума о независимости 1 октября 2017, на котором 90 % проголосовавших поддержало выход автономии из состава Испании.
Однако, в тот же день, премьер-министр Испании распустил парламент и отправил главу Каталонии в отставку.
29 октября в Каталонии прошел митинг против независимости региона. По разным подсчетам на улицы под флагом Испании вышли от 300 тысяч до миллиона человек.
30 октября парламент Каталонии признал решение испанского правительства о своем роспуске и прекратил работу до проведения досрочных выборов.
31 октября Конституционный суд Испании, сославшись на статью 161.2 испанской конституции, аннулировал декларацию о независимости Каталонии.

## Международно-правовой статус
Ни одно суверенное государство не признало Каталонскую Республику. Многие страны, в частности Бразилия, Великобритания, Германия, Италия, Китай, США, Франция и десятки других стран, выступили с заявлениями о непризнании Каталонской Республики в качестве независимого государства и поддержке территориальной целостности Испании. Бельгия и Россия объявили о том, что признают происходящее в Каталонии внутренним делом Испании, и призвали стороны конфликта к диалогу.

### Поддержка независимости Каталонии со стороны автономий, региональных властей и отдельных лиц
Некоторые государства выразили заинтересованность в признании Каталонии. Один из депутатов Лапландии от правящей партии «Центр» в Финляндии намерен подать предложение парламенту Финляндии о признании новой страны. Несколько государств с ограниченным признанием выступили в поддержку независимости Каталонии, равно как и некоторые автономные территории, которые пытались добиться полного суверенитета.
- Абхазия и Южная Осетия проявили готовность рассмотреть вопрос об официальном признании, если они получат такую просьбу от каталонского правительства.

- Министерство иностранных дел Республики Арцах (Нагорно-Карабахская Республика) выступило с заявлением о поддержке, заявив: «Мы считаем важным, чтобы урегулирование политического кризиса между Барселоной и Мадридом осуществлялось исключительно мирными средствами, посредством диалога».

- Тайвань заявил, что он «надеется на мирный диалог между центральными и региональными правительствами Испании и Каталонии решить проблему.»

- Министр-президент Фландрии, Герт Буржуа, проявил поддержку Каталонской Республике, но признал решение до бельгийского федерального правительства.

- Председатель Корсиканской ассамблеи Жан-Гай Таламони выразил поддержку независимости Каталонии.

- Правительство Шотландии заявило о своей поддержке самоопределения каталонского народа, заявив, что они «понимают и уважают позицию каталонского правительства»[13][14][15].

### Реакция международных организаций
Будучи автономным сообществом Испании, Каталония также входила в состав Европейского союза, еврозоны и Шенгенской зоны. Вопрос о том, сохранит ли независимая Каталония членство в ЕС и связанных с ним международных институтах или же будет вынуждена покинуть их широко обсуждался до принятия каталонской декларации независимости. В основополагающих документах ЕС ничего не говорится о возможности принятия в состав Евросоюза отделившейся части другого государства-члена ЕС — хотя предложения по внесению соответствующих поправок в эти документы озвучивались как в связи с ситуацией в Шотландии, так и в связи с каталонским кризисом. Согласно «доктрине Проди», озвученной Европейской комиссией, государство, вышедшее из состава другого государства—члена ЕС должно будет заново подавать заявку на вступление в эту организацию.
- Заместитель официального представителя генерального секретаря ООН Антониу Гутерреша Фархан Хак заявил, выражая позицию Гутерреша, что каталонский кризис является внутренним делом Испании. В своём выступлении перед журналистами Хак призвал все стороны конфликта «к поиску решения проблемы, не выходя за рамки испанской конституции»[19]. Однако, 27 марта 2018 г. Комитет по правам человека ООН принял к рассмотрению жалобу бывшего главы правительства Каталонии Карлеса Пучдемона, который считает, что Испанское государство нарушило международное право, воспрепятствовав выдвижению его кандидатуры на выборах главы женералитета в парламенте. Испании дается шесть месяцев на то, чтобы представить свои аргументы, говорится в документе комитета ООН[20][21].
- Председатель Европейского совета Дональд Туск заявил, что проведенное в парламенте Каталонии голосование по резолюции о независимости автономии ничего не меняет в позиции Евросоюза, и Испания остаётся для ЕС единственным собеседником. При этом он выразил надежду на то, что «испанское правительство сделает выбор в пользу силы аргументов, а не аргумента силы»[22]. Председатель Европейского парламента Антонио Таяни заявил, что декларация о независимости, за которую проголосовал каталонский парламент, — это нарушение верховенства права, испанской Конституции и устава автономии Каталонии, являющихся частью законодательства ЕС. «Никто в Европейском союзе не признает эту декларацию» — подчеркнул Таяни[23].
- Генеральный секретарь НАТО Йенс Столтенберг призвал решать проблему Каталонии конституционным путём. «Проблема Каталонии должна быть решена в конституционном порядке», — написал глава Североатлантического альянса в своём твиттере[24].